# Elecciones parlamentarias de Serbia de 2008
Las elecciones parlamentarias de Serbia se llevaron a cabo el día 11 de mayo de 2008. Originalmente estaban planeadas para 2012, sin embargo, el primer ministro Vojislav Koštunica llamó a elecciones anticipadas luego de la crisis política generada en el país consecuencia de la declaración unilateral de independencia de la provincia de Kosovo. Estas tuvieron lugar apenas un año después de las últimas elecciones. Estas elecciones fueron las más tensas desde 2000, dado que se enfrentaron dos bloques claramente definidos, el de los partidarios de la Unión Europea, liderados por el Partido Demócrata (DS) del Presidente de la República, Boris Tadić, y el de los conservadores pro-serbios, liderados por el Partido Radical Serbio (SRS) de Tomislav Nikolić.

## Contexto
El gobierno de Vojislav Koštunica del Partido Democrático (DSS), formado tras las elecciones de 2007, vivió varias semanas de crisis tras la declaración unilateral de independencia de la provincia de Kosovo el 17 de febrero de 2008. De hecho, este gobierno, el segundo presidido por Koštunica, se formó el 15 de mayo de 2007, después de tres meses de difíciles negociaciones, en torno a una coalición de 133 de 250 diputados y que reunía al Partido Democrático (DSS), el Partido Demócrata de Sandžak, el Partido Demócrata (DS), Nueva Serbia (NS) y el G17 Plus (G17+). La cuestión de Kosovo provocó tensiones dentro de la coalición, de hecho muchos países europeos, incluidos Francia, Alemania y el Reino Unido, reconocieron la independencia de la provincia autónoma. A finales de febrero, Vojislav Koštunica, miembro del del Partido Democrático (DSS) propuso al Partido Demócrata (DS), mayoría en la coalición gobernante, una modificación del contrato de gobierno sugerido por la UE, incluido un anexo que especificaba que Serbia no continuaría sus negociaciones con la UE si Kosovo seguía siendo parte integrante del territorio serbio. En este contexto, Olli Rehn, comisario europeo para la ampliación de la Unión Europea, sugirió que Serbia continúe sus negociaciones con la Unión. En respuesta a Koštunica, el presidente Boris Tadić, líder del Partido Demócrata, reafirmó que, en cualquier caso, la integración de Serbia en la UE no podía estar sujeta a ninguna condición, que el estatus de la provincia de Kosovo estaba definido por la Constitución y que su propuesta significaba poner en tela de juicio a la propia Constitución. Dentro de la coalición, la brecha se amplió entre el Partido Demócrata (DS) y G17 Plus (G17+), por un lado, y la llamada Alianza Populista del Partido Democrático (DSS) y Nueva Serbia (NS) por el otro.

## Sistema electoral
En estas elecciones, las listas electorales que corran deben haber recibido al menos 10,000 votantes para que su candidatura sea aceptada por la Comisión Electoral de la República (REC). La instrucción REC estipulaba que las listas de minorías nacionales debían contar con el apoyo de al menos 3.000 votantes, pero el 9 de abril, el Tribunal Constitucional de Serbia, actuando sobre la apelación del Partido Radical Serbio, anuló la reducción, por lo que el mismo número de firmas exigidas por ley, así como para otras listas.
Los escaños parlamentarios se distribuyen mediante el sistema de cocientes máximos de D'Ont. Para ganar escaños en la Asamblea, las listas electorales también deben superar el umbral del 5%, excepto para las listas de minorías nacionales, a las que se aplica el censo natural.
El silencio electoral se prolongó del 9 al 11 de mayo a las 20 horas, cuando cerraron los colegios electorales.

## Resultados
Resultados obtenidos de RTS.
| Partido o Alianza         | Partido o Alianza | Votos     | %      | Escaños | +/- |
| ------------------------- | --- | --------- | ------ | ------- | --- |
|                           | Por una Serbia EuropeaPartido Demócrata G17 Plus Movimiento de Renovación Serbio Partido Socialdemócrata de Serbia Liga de Socialdemócratas de Voivodina Alianza Democrática de Croatas en Voivodina | 1.590.200 | 38,42  | 102     | +19 |
|                           | Partido Radical Serbio | 1.219.436 | 29,46  | 78      | -3  |
|                           | Partido Democrático-Nueva Serbia | 480.987   | 11,62  | 30      | -17 |
|                           | Alianza del SPSPartido Socialista de Serbia Partido de los Pensionistas Unidos de Serbia Serbia Unida                                                                                                | 313.896   | 7,58   | 20      | +4  |
|                           | Alianza del LDPPartido Liberal Democrático Unión Socialdemócrata Partido Demócrata Cristiano | 216.902   | 5,24   | 13      | +2  |
|                           | |           |        |         |     |
|                           | Coalición Húngara | 74.874    | 1,81   | 4       | 0   |
|                           | Otros Partidos | 154.941   | 3.74   | 3       | 0   |
|                           | |           |        |         |     |
| Votos válidos             | Votos válidos | 4.051.236 |        |         |     |
| Votos nulos               | Votos nulos | 88,148    | 2.13   |         |     |
| Total                     | Total | 4.139.384 | 100.00 | 250     | 0   |
| Registrados/Participación | Registrados/Participación | 6,749,688 | 61.33  |         |     |

*Sólo se muestra el partido si el nombre de la lista no lo especifica. Algunas listas no presentaron candidatos, si no, solo a sí mismas.
**Las listas y partidos que califiquen como minorías se identifican con una "M".